# Erycibe oligantha
Erycibe oligantha är en vindeväxtart som beskrevs av Elmer Drew Merrill och Chun. Erycibe oligantha ingår i släktet Erycibe och familjen vindeväxter. Inga underarter finns listade i Catalogue of Life.